# José Francisco Mora
José Francisco Mora Altava (Castellón de la Plana, España, 11 de junio de 1981), más conocido como "Mora", es un jugador español, saliente de la cantera del CD Castellón y oriundo de Arañuel. Juega de defensa central. Su actual equipo es el CF Borriol de la Tercera División.

## Trayectoria
José Francisco Mora se formó en las categorías inferiores del CD Castellón debutando con el primer equipo en Segunda División B en la temporada 2000/01. El primer partido que disputó con la camiseta albinegra fue el 6 de septiembre de 2000 en partido de Copa del Rey ante la UE Figueres con un resultado adverso de 3-0.
Juega cuatro temporadas en Segunda División B proclamándose en la 2002/03 campeón de Liga, pero tanto en este año como en el siguiente no logra el CD Castellón el ansiado ascenso de categoría. En verano de 2004 es fichado por el FC Barcelona para jugar en su equipo filial
Tras una temporada en las filas del FC Barcelona B y tras el ascenso a Segunda División del CD Castellón vuelve al equipo de la Plana.
En las cuatro temporadas que lleva jugando en Segunda División se ha asentado en la categoría y forma una pareja defensiva muy segura con su compañero Ángel Dealbert, esta temporada 2008/09 cumplió 100 partidos en Segunda División ante el Alicante CF el 15 de febrero de 2009. Tras dos temporadas en el Recreativo de Huelva, en julio de 2011 ficha por el Hércules C.F. por dos temporadas.
Tras cumplir sus 2 temporadas de contrato con el Hércules C.F., el jugador es fichado en agosto de 2013 por el Deportivo Alavés. En la temporada 2014/15, Mora firma con el CD Eldense de Segunda División B, donde disputó 23 partidos y anotó 3 goles. Finalmente, no renovó con la entidad alicantina, y en verano del 2015, estuvo ejercitándose con el CF Borriol de la Tercera División de España club que preside golfista Sergio García Fernández, club, donde finalmente firmaría.

## Clubes
| Temporada | Club                    | País   | Liga               | Partidos | Goles | Copa | Goles | Ascenso        | Goles |
| --------- | ----------------------- | ------ | ------------------ | -------- | ----- | ---- | ----- | -------------- | ----- |
| 2000/01   | CD Castellón            | España | Segunda División B | 21       | 0     | 1    | 0     |                |       |
| 2001/02   | CD Castellón            | España | Segunda División B | 24       | 2     | 1    | 0     |                |       |
| 2002/03   | CD Castellón            | España | Segunda División B | 32       | 0     |      |       | 6              | 0     |
| 2003/04   | CD Castellón            | España | Segunda División B | 24       | 2     | 1    | 0     | 2              | 1     |
| 2004/05   | FC Barcelona B          | España | Segunda División B | 30       | 1     |      |       |                |       |
| 2005/06   | CD Castellón            | España | Segunda División   | 19       | 0     | 0    | 0     |                |       |
| 2006/07   | CD Castellón            | España | Segunda División   | 28       | 3     | 2    | 0     |                |       |
| 2007/08   | CD Castellón            | España | Segunda División   | 30       | 1     | 0    | 0     |                |       |
| 2008/09   | CD Castellón            | España | Segunda División   | 37       | 0     | 1    | 0     |                |       |
| 2009/10   | Recreativo de Huelva    | España | Segunda División   | 26       | 0     | 4    | 0     |                |       |
| 2010/11   | Recreativo de Huelva    | España | Segunda División   | 32       | 2     | 1    | 0     |                |       |
| 2011/12   | Hércules Club de Fútbol | España | Segunda División   | 38       | 1     |      |       | 2              | 0     |
| 2012/13   | Hércules Club de Fútbol | España | Segunda División   | 18       | 0     |      |       |                |       |
| 2013/14   | Deportivo Alavés        | España | Segunda División   | 14       | 1     |      |       |                |       |
| 2014/15   | Club Deportivo Eldense  | España | Segunda División B | 23       | 3     |      |       |                |       |
| 2015/16   | CF Borriol              | España | Tercera División   |          |       |      |       | align="center" |       |